# Mary Villiers, hrabina Buckingham
Mary Villiers (ur. ok. 1570, zm. 19 kwietnia 1632) – hrabina Buckingham, znana m.in. jako matka George’a Villiersa.

## Życiorys
Była córką Anthony’ego Beaumont z Glenfield i Anne Armstrong. Wyszła za mąż za George’a Villiersa, dla którego była drugą żoną. Byli kuzynostwem. Mieli czworo dzieci: Susan (1583–1651), która wyszła za Williama Feildinga, 1. earla Denbigh; Johna (ok. 1590–1658), późniejszego hrabiego Purbeck; George’a (1592–1628), późniejszego księcia Buckingham, oraz Christophera (ok. 1593–1630), późniejszego earla Anglesey. W 1618 została mianowana hrabiną Buckingham na własnych prawach. Wcześniej, w 1606, wyszła za Sir Williama Raynera z Orton. Jej trzecim mężem był Sir Thomas Compton, 1. Baron Compton. Na początku lat 20. XVII wieku pod wpływem jezuity Johna Percy’ego przeszła na katolicyzm.
Prawdopodobnie jako pierwsza uznała, że jej drugi syn, George, ma talent polityczny. Choć nie miała własnych finansów, zdobyła pieniądze, by wysłać syna na dwór francuski. Nauczył się tam m.in. szermierki, tańca i języka francuskiego. Następnie, wyposażonego w odpowiednią garderobę, wysłała na dwór angielski. Szybko stał się ulubieńcem króla Jakuba I.
Zaaranżowała małżeństwo syna z Katherine, baronową de Ros, uważaną wówczas za najbogatszą kobietę w Anglii. Według wrogów politycznych zmusiła Katherine do małżeństwa, organizując jej schadzkę z George’em i niszcząc jej reputację, po czym nie miała wyjścia, jak tylko wyjść za Villiersa.
Często bywała na dworze królewskim. Wiadomo, że w dniu urodzin króla, 19 czerwca 1624, uczestniczyła w polowaniu z królem i jej córką, hrabiną Denbigh. Kiedy król leżał na łożu śmierci w Theobalds, nalegała na leczenie za pomocą okładów na nadgarstki, co rozgniewało lekarza Johna Craiga. Niemniej Craigowi kazano opuścić dwór, ponieważ krytykował hrabinę.
Kiedy w 1628 zamordowano jej syna George’a, mówiono, że nie była zaskoczona, jakby spodziewała się takiej wiadomości.
Została pochowana w Opactwie Westminsterskim.
Była kobietą o silnym charakterze. Nie cieszyła się popularnością ze względu na ambicję. W młodości była piękna, choć na dworze postrzegano ją jako za głośną i nietaktowną. Swoimi działaniami Mary Villiers zbudowała polityczną potęgę rodziny Villiersów.

## W kulturze
Thomas Carew napisał jej epitafium.
Postać Mary Villiers w serialu Mary & George zagrała Julianne Moore (2024). Serial powstał na podstawie książki Benjamina Woolleya The King’s Assassin: The Fatal Affair of George Villiers and James I (2017).